# El Cerc
El Cerc és una masia situada al municipi d'Olius, a la comarca catalana del Solsonès. Data del segle xi. Es troba prop de Sant Pere de l'Alguer.